# Margarida de Descatllar
Margarida de Descatllar i de Descatllar (Claramont e Poiet, Gascunya, 1906 — ?, Rosselló, 23 de febrer de 2000) és una propietària rural, mecenes i activista cultural nord-catalana.
Era propietària rural a Illa (Rosselló) i es va dedicar a la promoció de la llengua i la cultura catalanes a la Catalunya del Nord. Membre del Grup Rossellonès d'Estudis Catalans (GREC), formà part del seu grup membres que van posar en marxa la Universitat Catalana d'Estiu a Prada de Conflent. En 1974 va fundar a Perpinyà la Biblioteca Catalana i l'Escola Popular Catalana, que organitzava cursos de català per correspondència i presencials tant per joves com per adults, amb titulació convalidada per la Junta Assessora per als Estudis de Català (JAEC) d'Òmnium Cultural. Va impulsar l'edició d'una Grammaire basique de langue catalane en francès. També fou l'ànima del butlletí de la Biblioteca (Rebrots) i dels alumnes de l'escola (Entre tots ho farem tot). Pel seu esforç en 1992 va rebre un dels Premis d'Actuació Cívica de la Fundació Lluís Carulla i en 1995 fou guardonada amb el Premi Joan Blanca juntament amb Pau Roure.